# Francisco Javier Yanes
Francisco Javier Yanes y Socarrás (Camagüey, Cuba, 1776 - Caracas, Venezuela, 1846) fue un escritor, periodista, historiador, abogado y político venezolano nacido en Cuba.

## Formación
Era hijo del abogado Juan Yanes y Sigarroa y de María de la Cruz Socarrás y Beltrán, y vive su niñez y juventud con su familia en la Habana. En 1802 su tío lo lleva a Venezuela, donde estudia Derecho en la Universidad de Caracas graduándose en 1807. En 1810 contrae matrimonio con Ana María Socarrás (no era pariente suya porque era hija adoptiva del doctor Francisco Xavier Socarrás y Beltrán, hermano de su madre, y de su esposa Ana María del Rosario Venza). Tuvieron por hijos a Francisco Javier, a Emilio y a Nicanor Yanes y Socarrás.

## Trayectoria
A partir de 1810 siendo pasante de Juan Germán Roscio y José Félix Sosa, asume una postura alineada con la revolución, tomando un rol activo en el movimiento del 19 de abril de 1810. La Junta Suprema de Caracas lo nombró comisionado ante el partido capitular de Araure, desde donde envió 300 hombres al Marqués del Toro para reforzar las tropas que marchaban para someter la provincia de Coro a la causa republicana.
Ese mismo partido lo eligió en diciembre de 1810 como su representante en las elecciones para el Congreso Constituyente de 1811. Fue miembro activo de la Sociedad Patriótica. En 1811 es elegido diputado  por la Provincia de Barinas al Congreso Constituyente de Venezuela en representación del partido capitular de Araure. Como miembro del Congreso suscribe el 5 de julio  el Acta de la Declaración de Independencia de Venezuela. En agosto de 1811 ejerció la presidencia del Congreso y el 21 de diciembre de 1811 suscribe  la primera Constitución de Venezuela.
Tras el terremoto de marzo de 1812, desempeñó varias comisiones políticas, entre éstas la de expulsar de Venezuela al arzobispo Narciso Coll y Pratt; lo que sin embargo, pudo evitar con el apoyo de José Félix Ribas.
Al caer la Primera República en 1812, se embarca en La Guaira hacia las Antillas. De allí pasó a Nueva Granada, y cuando ésta fue reconquistada por las fuerzas del general español Pablo Morillo en 1815 tras el sitio de Cartagena de Indias, Yanes tuvo que emigrar hacia los llanos del Casanare, y luego de Apure, junto con otros dirigentes civiles de la revolución de independencia. Tras reconstituirse entre agosto y septiembre de 1816 un nuevo gobierno republicano en Guasdualito, con Francisco Serrano como presidente y con Rafael Urdaneta, Manuel Roergas de Serviez como consejeros y Francisco de Paula Santander como jefe de las Fuerzas Armadas; Yanes fue nombrado secretario. Sin embargo, al poco tiempo los llaneros se negaron a reconocer la autoridad del gobierno presidido por Serrano, elevando al entonces jefe de escuadrón José Antonio Páez a la jefatura de las fuerzas reunidas en la Trinidad de Arichuna. Por su parte, Yanes continuó en el Ejército y participó en la batalla del Yagual, el 12 de octubre de 1816.
Posteriormente, en febrero de 1819 el Congreso reunido en Angostura lo nombró miembro de la Suprema Corte de Justicia de Venezuela y luego presidente de la Corte de Almirantazgo para regular las actividades corsarias a favor de la causa republicana. Esta corte se estableció en la isla de Margarita, donde Yanes estaba ya activo en esas funciones. Poco días después cuando la Alta Corte de Justicia se instala en Caracas, Yanes se desempeña como uno de los ministros de la misma. No obstante, al instalarse en Bogotá la Alta Corte de Justicia de la Gran Colombia en octubre de 1821, integrada por miembros del Congreso de Cúcuta, la Corte Superior de Justicia del distrito Judicial del Norte (Venezuela) quedó supeditada jerárquicamente a ésta. Por este tiempo el presidente de la corte de Caracas fue Cristóbal de Mendoza, y Yanes fue uno de los jueces. Encontrándose en el desempeño de estas funciones judiciales, Yanes y Mendoza publicaron conjuntamente un periódico doctrinario e histórico, llamado "El Observador Caraqueño", que apareció en la capital venezolana del 1 de enero de 1824 al 31 de marzo de 1825.
En 1826, al ser nombrado Mendoza intendente del departamento de Venezuela, Yanes lo sustituyó a la cabeza de la Corte Superior de Justicia. También a partir de 1826, Mendoza y Yanes iniciaron los trabajos de la primera recopilación orgánica de documentos bolivarianos, hecha en vida del Libertador, titulada "Colección de documentos relativos a la vida pública del Libertador de Colombia y del Perú, Simón Bolívar".
Para comienzos de 1829, año en que falleció Mendoza, habían aparecido 15 volúmenes; prosiguiendo Yanes solo hasta completar la edición, en 22 tomos, en 1833. En 1826, al ser creada en Bogotá la Academia Nacional de Colombia, Yanes fue designado uno de sus miembros. Tiempo después, a fines de 1829, figura como uno de los miembros fundadores, en Caracas, de la Sociedad Económica de Amigos del País. Tras la separación de Venezuela de la Gran Colombia, fue uno de los diputados al Congreso reunido en 1830 en Valencia (cuya presidencia ejerció) y figuró entre los firmantes de la constitución sancionada ese año. Durante la década de 1830 se dedicó a sus actividades jurídicas de carácter público o privado, y a la recopilación de documentos para redactar varios libros de historia. En 1835 luego del fracaso de la Revolución de las Reformas en Caracas, colaboró con el vicepresidente Andrés Narvarte como miembro del Consejo de Gobierno.
En 1839, publicó con el seudónimo "Un Venezolano", su obra "Manual político del venezolano" y en 1840, también sin nombre de autor, apareció su "Compendio de la historia de Venezuela desde su descubrimiento hasta que se declaró estado independiente". Al morir en 1842, Yanes dejó un valioso archivo histórico (conservado actualmente en la Academia Nacional de la Historia) y varios libros inéditos que fueron editados un siglo después de su muerte: el Compendio, muy aumentado por su propio autor; la "Relación documentada de los principales sucesos ocurridos en Venezuela desde que se declaró Estado independiente hasta 1821"; "Historia de la provincia de Cumaná"; "Historia de Margarita". Sus restos reposan en el Panteón Nacional de Venezuela desde 1876.